# Kantonsschule Solothurn

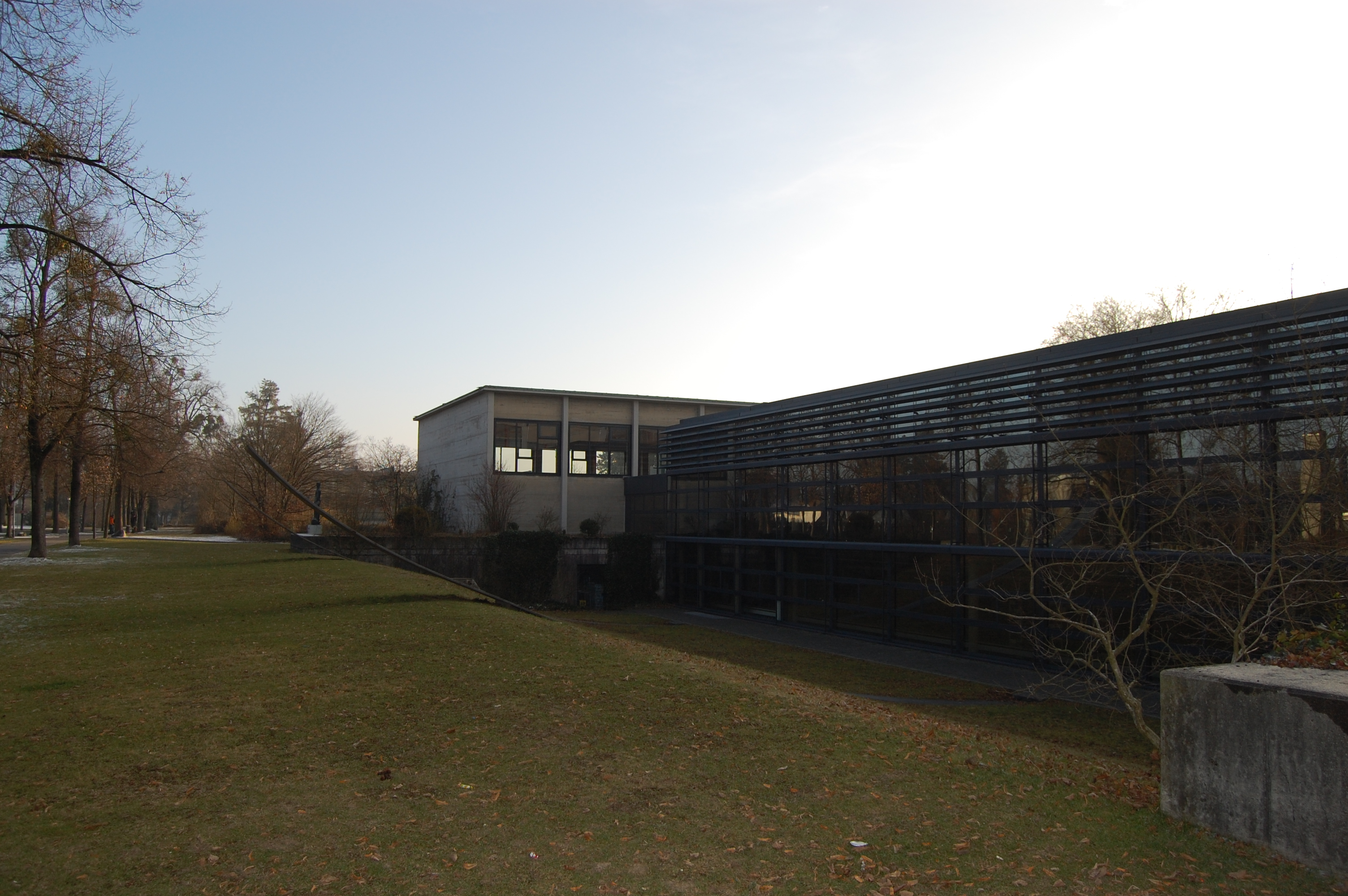
Blick auf den Turnhallen- und Mensatrakt an der Fegetzallee

Die Kantonsschule Solothurn (oder kurz Kanti Solothurn; im örtlichen Dialekt Kantonsschueu Soledurn oder Kanti Soledurn) ist eine Kantonsschule in der Schweizer Stadt Solothurn. Sie ist mit rund 1 800 Schülern (Stand: 2021/22) die drittgrösste Mittelschule des Landes. Rektorin ist seit 2024 Christina Tardo-Styner.

## Geschichte
| 1799 | 74    |
| 1821 | 280   |
| 1901 | 377   |
| 1950 | 600   |
| 1959 | 925   |
| 2007 | 1 800 |
| 2013 | 1 716 |
| 2022 | 1 803 |

Die Ursprünge der Kantonsschule Solothurn gehen auf das im 8. Jahrhundert gegründete Chorherrenstift St. Ursus und dessen Stiftsschule zurück, die Ende des 15. Jahrhunderts als Lateinschule unter die Aufsicht des Stadtrates gestellt und 1520 zur städtischen Jungenschule wurde. 1541 kam ein Mädchengymnasium dazu und 1646 wurde die Lateinschule zu einem Kollegium der Jesuiten, für unter anderem dessen Gesangsunterricht 1680 bis 1689 die Jesuitenkirche erbaut wurde.
Nach der Aufhebung des Jesuitenordens durch Papst Clemens XIV. im Jahre 1773 wurde das Kolleg verstaatlicht; 1812 bis 1817 wirkte hier Konrad Josef Glutz von Blotzheim. Am 1. November 1833 wurde die Schule umbenannt in Höhere Lehr- und Erziehungsanstalt des Kantons Solothurn. Hierher wurde 1833 als Physiklehrer und 1835 zusätzlich als Lehrer für Naturgeschichte der römisch-katholische Priester und Geologe Franz Joseph Hugi berufen, 1837 aber wieder entlassen, weil er zum Protestantismus übergetreten war. 1836 kam als Zeichenlehrer Martin Disteli an die Höhere Lehr- und Erziehungsanstalt. 1857 wurde die bisherige Höhere Lehr- und Erziehungsanstalt als «Kantonsschule» reorganisiert.
1839 wurde eine Oberrealschule (Vorgänger des heutigen mathematisch-naturwissenschaftlichen Profils), 1888 ein Lehrerseminar und 1892 eine Handelsschule angegliedert, 1941 das heutige Gebäude bezogen und 1960 die Handelsschule zu einer Diplomhandelsschule und einem Wirtschaftsgymnasium umgewandelt.
Die Kantonsschule ist heute unterteilt in die Maturitätsschule, welche weiter in den sprachlichen, musischen, mathematisch-naturwissenschaftlichen, wirtschaftlich-rechtlichen und sportlich-kulturellen Bereich fällt, in die Fachmittelschule (Vorbereitung auf dem Gebiet Gesundheit, soziale Arbeit und Pädagogik), die Passerelle sowie in die Sekundarschule P, welche Schüler auf die Maturitätsschule vorbereitet.

## ELMA (Eigenständiges Lernen mit Anleitung)
Die Kantonsschule Solothurn führte im Sommer 2020 als erste Schule schweizweit ein neues Schulmodell ein. Es nennt sich ELMA (Eigenständiges Lernen mit Anleitung). Die Schüler können mithilfe dieses Systems viel selbstständiger lernen und mehr von zu Hause aus arbeiten. Die meisten Schüler, welche dieses neue Modell gewählt haben, dürfen in bestimmten Lektionen von zu Hause oder im eigenen Klassenzimmer lernen.

## Mensa
Die Mensa der Kantonschule Solothurn wird durch die SV-Group im Auftrag des Kantons betrieben. Sie ist für Schüler und externe Gäste verfügbar. 

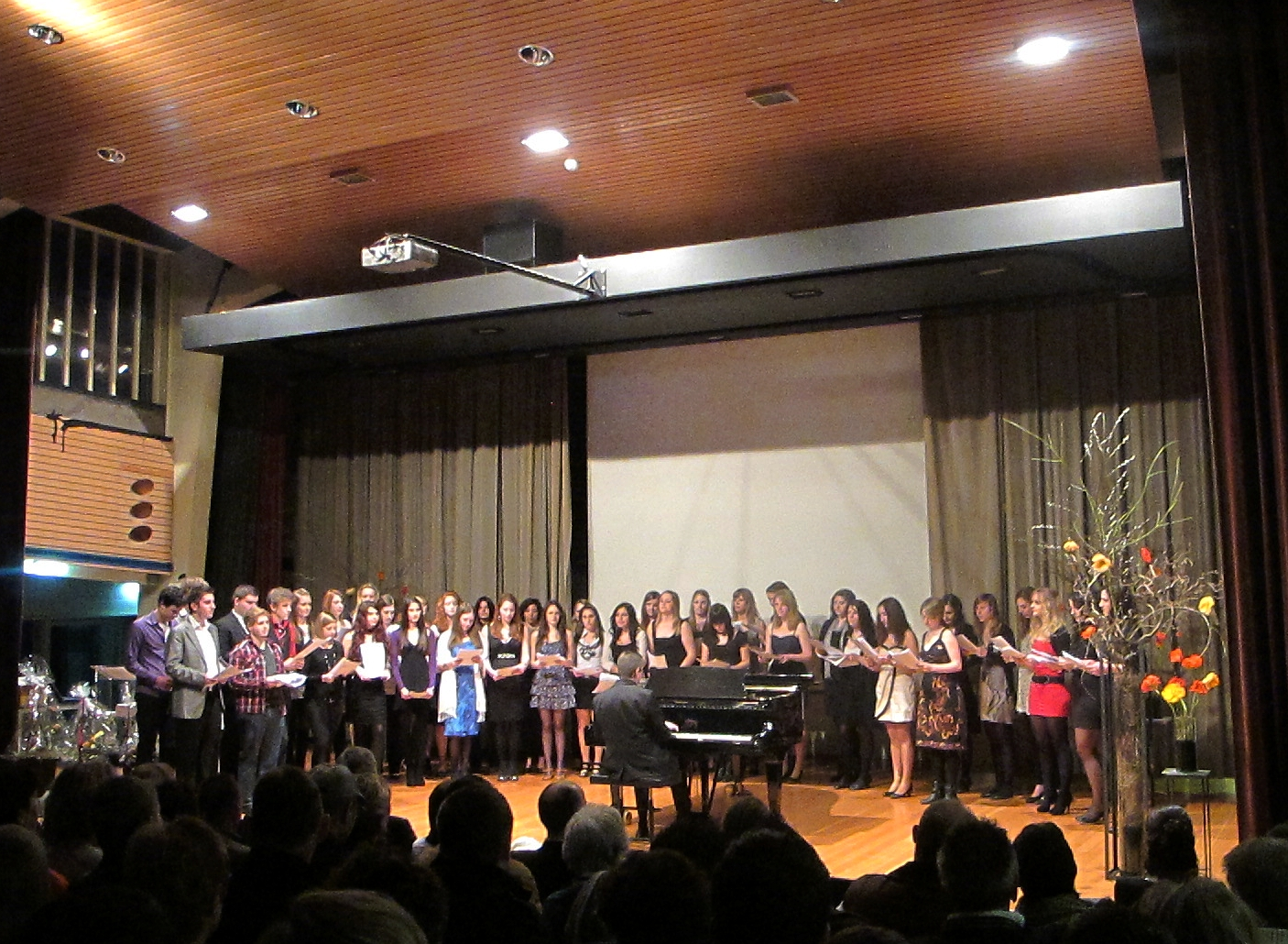
Choraufführung in der Aula

## Sprachen
An der Kantonsschule Solothurn werden die Fremdsprachen Französisch, Englisch, Italienisch, Spanisch, Russisch, Chinesisch, Latein und Griechisch angeboten.

## Sonstiges
- Mediothek mit rund 30 000 Büchern, Lexika, Wörterbüchern, Videos, DVDs, CDs, Zeitschriften, Magazinen, Kassetten, Taschenbüchern und Romanen
- 60 Freikurse (über Chinesisch und Bandworkshops bis hin zu Geräteturnen, Elektronik und Theater), landesweit eines der grössten Angebote

## Bekannte Schüler
Nach Geburtsjahr
- Johannes Wilhelm Gotthart (1592–1649), Geistlicher, Kontroverstheologe, Lehrer und Schriftsteller
- Urs Glutz von Blotzheim (1751–1816), Offizier und Politiker
- Joachim Leonz Eder (1772–1848), Jurist und Politiker
- Alois Vock (1785–1857), Geistlicher und Historiker
- Robert Glutz von Blotzheim (1786–1818), Historiker und Schriftsteller
- Leonz Gugger (1791–1864), Politiker
- Karl Arnold-Obrist (1796–1862), römisch-katholischer Bischof im Bistum Basel
- Felix Helbling (1802–1873), römisch-katholischer Geistlicher und Politiker
- Basil Ferdinand Curti (1804–1888), Jurist und Politiker
- Peter Jakob Felber (1805–1872), Mediziner, Politiker und Chefredakteur der Neuen Zürcher Zeitung
- Urs Viktor Vigier (1814–1879), Jurist und Politiker
- Friedrich Fiala (1817–1888), Historiker und römisch-katholischer Bischof im Bistum Basel
- Peter Vogt (1822–1886), Förster und Politiker
- Amanz Kaspar Affolter (1825–1861), Jurist und Politiker
- Johann Joseph Bohrer (1826–1902), römisch-katholischer Geistlicher in Basel
- Josef Anton Glutz (1844–1899), Unternehmer und Politiker
- Ludwig Rochus Schmidlin (1845–1917), Pfarrer in Biberist und Kirchenhistoriker
- Josef Gisi (1848–1902), Landwirt und Politiker
- Otto Widmer (1855–1932), Pfarrer in Gretzenbach und Begründer des Kinderheims in Grenchen
- Friedrich Schwendimann (1867–1947), Dompropst an der St. Ursenkathedrale in Solothurn und Kirchenhistoriker
- Werner Kaiser (1868–1926), Jurist und Politiker
- Hans Affolter (1870–1936), Jurist und Politiker
- Donald Wedekind (1871–1908), Schriftsteller
- Robert Furrer (1882–1962), Oberzolldirektor
- Walther Stampfli (1884–1965), Politiker
- Karl Obrecht (1910–1979), Jurist und Politiker
- Yule Kilcher (1913–1998), Landwirt, Journalist und Politiker in Alaska
- Paul Affolter (1917–2005), Oberzolldirektor
- Kurt Locher (1917–1991), Direktor der Eidgenössischen Steuerverwaltung
- Max Affolter (1923–1991), Ständeratspräsident
- Peter Schmid (* 1941), Politiker, Regierungsrat des Kantons Bern
- Benedikt Weibel (* 1946), Manager und ehemaliger CEO der Schweizerischen Bundesbahnen
- Samuel Schmid (* 1947), Politiker und ehemaliger Bundesrat
- Sandra Boner (* 1974), Fernsehmoderatorin
- Carla Stampfli (* 1984), Schwimmerin und Triathletin
- Nathalie Schneitter (* 1986), Mountainbike-Fahrerin
- Daniela Ryf (* 1987), Triathletin

## Bekannte Lehrer
Nach Geburtsjahr
- Johannes Wilhelm Gotthart (1592–1649), Geistlicher, Kontroverstheologe, Lehrer und Schriftsteller
- Urs Jakob Tschan (1760–1824), Mathematikprofessor und Luftfahrtpionier
- Franz Joseph Hugi (1791–1855), Geologe
- Joseph Anton Dollmayr (1804–1840), Philosophie und Geschichte
- Heinrich Georg Friedrich Schröder (1810–1885), Physiker und Mathematiker
- Otto Möllinger (1814–1886), Naturwissenschaftler
- Gaudenz Taverna (1814–1878), Zeichner
- Franz Misteli (1841–1903), klassischer Philologe
- Hermann Breitenbach (1883–1967), klassischer Philologe
- Oskar Stampfli (1886–1973), Mathematiker und von 1921 bis 1933 Rektor der Schule
- Hans Rudolf Breitenbach (1923–2013), klassischer Philologe
- Urs Joseph Flury (* 1941), Komponist
- Roland Heim (* 1955), Schweizer Politiker
- Pit-Arne Pietz (* 1969), Film- und Theaterschauspieler
- Oliver Schmocker, ehemaliger Unihockeyspieler

## Trivia
- Im Keller der Schule wohnte und arbeitete zwischen 1955 oder 1956 und 1983 der als «Kantigeist» bekannt gewordene Astronom Wilhelm Kaiser. Er interessierte sich u. a. für Anthroposophie.[7][8]